# Хольмберг, Смилла
Смилла Хольмберг (швед. Smilla Hilma Holmberg; род. 11 октября 2006, Сёдермальм, Стокгольм) — шведская футболистка, защитник шведского клуба «Хаммарбю» и сборной Швеции.

## Биография
Смилла Хольмберг родилась 11 октября 2006 года и выросла в Сёдермальме в Стокгольме. Начала играть в футбол в возрасте семи лет в клубе «Хаммарбю», а до этого пробовала себя в нескольких других видах спорта. Хольмберг прошла обучение в молодёжной академии «Хаммарбю» и дебютировала за клуб в возрасте 15 лет.

### Карьера в клубе
Хольмберг провела один матч за «Эльсйё АИК» в 2022 году, а затем в том же году присоединилась к основной команде «Хаммарбю». Дебютировала в матче Кубка Швеции в конце 2022 года и стала постоянным игроком команды в сезоне 2023 года, внеся свой вклад в завоевание клубом титулов в чемпионате и Кубке Швеции.
В мае 2024 года продлила контракт с «Хаммарбю» до конца 2026 года.

## Карьера в сборной
В июне 2025 года была заявлена в сборную Швеции для участия в чемпионате Европы. В третьем матче против Германии забила гол, который позволил её команде крупно обыграть соперника со счётом 4:1.

## Достижения
- Чемпионка Швеции: 2023 года.
- Обладательница Кубка Швеции: 2022/2023, 2024/2025 годов.